# Flueggea tinctoria
El tamujo, escobón de río o espino de las escobas (Flueggea tinctoria), es una planta de la familia de las filantáceas.

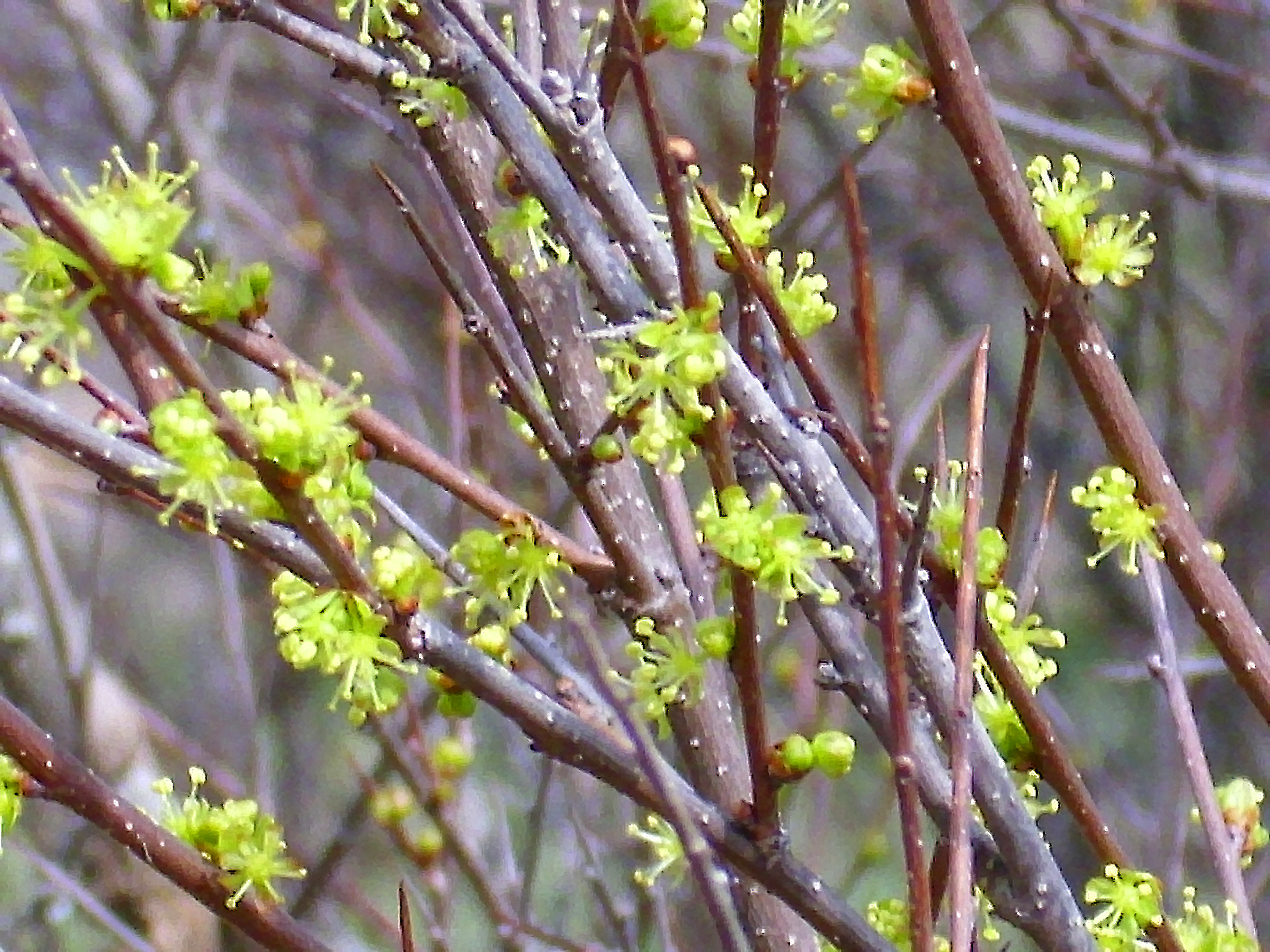
Planta en flor

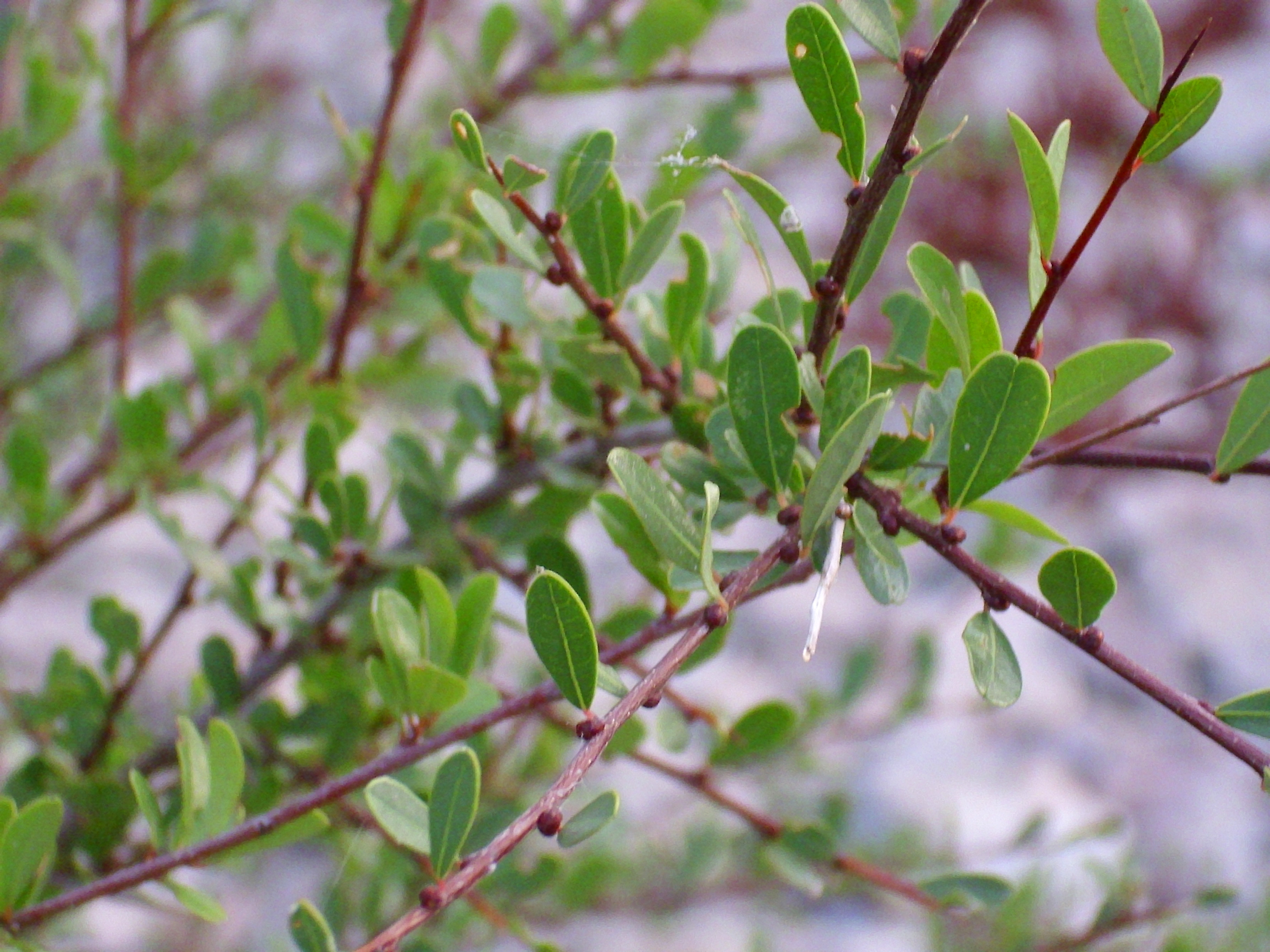
Follaje

## Hábitat
Se encuentra en España y Portugal, a la orilla de las corrientes de agua entre las cuencas del Duero y el Guadalquivir, agrupada en poblaciones o matorrales llamados "tamujares", preferentemente en suelos rocosos bien drenados.

## Descripción
Se trata de un arbusto caducifolio, ramificado y con espinas rígidas, que alcanza en promedio 2 m de altura. Las hojas son alternas, ovaladas de color verde obscuro. En verano toma un color violeta rojizo. Dioica, con flores unisexuales en plantas diferenciadas. Fruto en cápsula con muy poca carne, dividido en 3 cavidades, cada una con 2 semillas.

## Propiedades
Aunque se ha utilizado puntualmente a nivel medicinal, su principal uso en el pasado fue el de planta tintórea, de donde proviene su nombre científico.  
Ha sido utilizado para fabricar escobas rústicas, cercas temporales y para fabricar tinturas.

## Taxonomía
Flueggea tinctoria fue descrita por (L.) G.L.Webster y publicado en Allertonia 3: 302. 1984.
Etimología
Flueggea: nombre genérico que fue nombrado en honor del botánico alemán Johannes Flüggé.
tinctoria: epíteto latíno que significa "usada para el teñido"
Sinonimia
| - Rhamnus tinctoria (L.) - Acidoton buxifolius (Reut.) Kuntze - Adelia gracilis Salisb. - Adelia virgata Poir. - Colmeiroa buxifolia Reut. - Securinega buxifolia (Reut.) Müll.Arg. - Securinega tinctoria (L.) Rothm. - Securinega virgata (Poir.) Maire - Villanova buxifolia (Reut.) Pourr. |

## Nombres comunes
- Castellano: Tamujo, Tamuja, Tamuejo, Tarmujo, Escobón de río, Espino de escobas[4]  escoba-ollera, escobas de caballeriza, escobas de tamuja, espino-box, espino macho, tamoxos,  tamuesos, zamujas.[5]